# Trimalaconothrus similis
Trimalaconothrus similis är en kvalsterart som beskrevs av Balogh 1958. Trimalaconothrus similis ingår i släktet Trimalaconothrus och familjen Malaconothridae. Inga underarter finns listade i Catalogue of Life.